# CTVニュース
CTVニュース（CTV News）は、カナダのCTVテレビジョンネットワークのニュース部門。『CTV News』という名前は、全国のニュース部門と密接に関連している同ネットワークの直営局（O&O）での地方及び地域のニュース放送のタイトルとしても使用される。CTV 2のローカルニュース番組も『CTV News』としてブランド化されているが、殆どの場合、メインのCTVネットワークのニュース番組とは別に運営されている。

## 全国番組

CTVニュースのロゴ（2013年〜2019年）

CTVの全国ニュース部門は、次の番組を制作している。
- CTVナショナルニュース - リサ・ラフラム（平日）とサンディー・リナルド（英語版）（週末）がアンカーを務める毎日夜のニュース番組。
- W5（英語版） - 週刊ニュースマガジンシリーズ
- クエスチョン・ピリオド（英語版） - 週刊ニュース・インタビューシリーズ

CTVニュースは、全国24時間ニュースチャンネル「CTVニュースチャンネル」と24時間全国ビジネスニュースチャンネル「BNNブルームバーグ」も運営しており、どちらもカナダ全土でケーブルと衛星で視聴できる。
ニュース部門は、1972年から2015年10月まで平日朝のニュース・エンターテイメント番組『カナダAM』を制作し、同番組の責任は、2016年6月に終了されるまで、CTVの他の昼間のライフスタイル番組を担当する部門であるベル・メディア・インハウス・プロダクションズ（Bell Media In-House Productions）に移された。『カナダAM』の後継番組『ユア・モーニング』はベル・メディア・インハウス・プロダクションズによって制作され、ニュースコンテンツはCTVニュースによって提供されている。

## ローカル番組

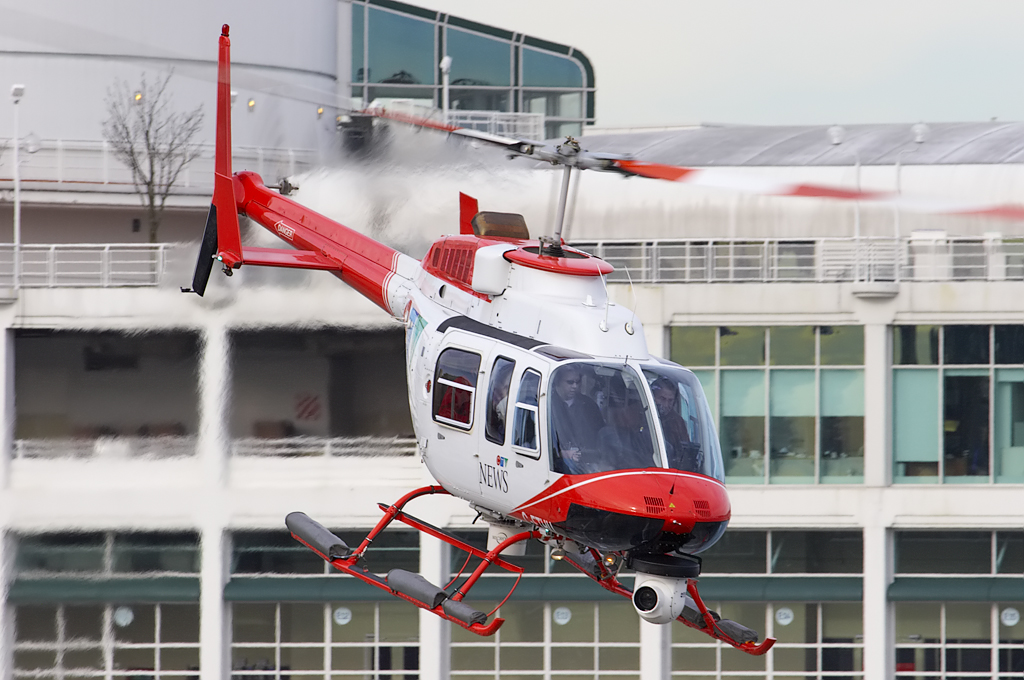
バンクーバーのCTVバンクーバーニュースヘリコプター「チョッパー9（Chopper 9）」は2004年8月から2020年1月31日まで運航した。CTVトロントはCTVチョッパーを使用する唯一の他の放送局である。後者のユニットは、ベル・メディアのトロントを拠点とするローカルニュースチャンネル「CP24」でも使用されているが、「チョッパー24（Chopper 24）」と呼ばれている。

殆どの市場では、ローカルのCTVニュース番組は、平日は正午、18:00、23:00（CTV 2）または23:30（CTV）、週末は18:00と23:00/23:30に放送される。一部の市場では、午後5時または午後5時30分にニュース番組も制作され、カナダ西部のいくつかのCTV加盟局（及びカナダ東部の一部のCTV 2加盟局）は、『CTVモーニングライブ』というタイトルで朝のローカルニュース番組を制作している。
1998年、CTVネットワークとバトン・ブロードキャスティング（Baton Broadcasting）の合併直後、CTV直営局のローカルニュースブランディングはネットワークニュースプレゼンテーションと統合され、トロントの加盟局では、『CFTO News』など、ニュース番組のタイトルは『（コールサイン）News』の形式で標準化された。これ以前は、ローカルの直営局は様々なタイトルを使用していたが、1970年代後半に多くの放送局で使用されたのは、『World Beat News（ワールドビートニュース）』（午後遅くの放送用）と『Night Beat News（ナイトビートニュース）』（深夜放送用）だった。2005年後半までに、直営局のローカルニュース番組は『CTV News』に名前が変更された。
2014年2月以降、ローカル番組は、『CTV News Toronto』などの地域固有の放送上のタイトルを使用してブランド名が変更された。同時に、CTV及びCTV 2直営局は、青と白の配色、改訂されたロゴ（CTVニュースチャンネル・『CTVナショナルニュース』で既に使用されているものと同様）、新しいテーマ音楽の新しいグラフィックパッケージを受け取った。
BBMカナダが発行する全国総合評価では、ローカル放送をまとめて『CTV Evening News（CTVイブニングニュース）』、『CTV Late News（CTVレイトニュース）』、『CTV Noon News（CTVヌーンニュース）』などと呼んでいるが、これらのタイトルは放送上では使用されていない。殆どのCTV系列局は同ネットワークによって所有されているため、CTVは、直営局全体でローカル番組の全国広告を購入する機会を提供し、これらの総合評価を広告主に役立てている。
ローカルの『CTVニュース』番組は、次の市場で制作されている。
- バリー（CKVR（英語版））（HD）
- カルガリー（CFCN（英語版））（HD）
- エドモントン（CFRN（英語版））（HD）
- グレーターサドベリー（CICI（英語版））
- ハリファックス（CJCH（英語版）/CTV 2アトランティック（英語版））（HD）
- キッチナー（CKCO（英語版））（HD）
- ロンドン（CFPL（英語版））（HD）
- モントリオール（CFCF）（HD）
- オタワ（CJOH/CHRO（英語版））（HD）
- レジーナ（CKCK（英語版））（HD）
- サスカトゥーン（CFQC（英語版））（HD）
- トロント（CFTO）（HD）
- バンクーバー（CIVT）（HD）
- ビクトリア（CIVI（英語版））（HD）
- ウィニペグ（CKY（英語版））（HD）
- ウィンザー（CHWI（英語版））（HD）

小規模市場のCTV直営局は、上記の大規模市場の1つで制作されたニュース番組を放送するが、メイン市場の番組の休憩中に放映される短いローカルニュース挿入物を制作する場合もあり、これらの小規模局の一部は独自の正午のニュース番組を制作する。
ベル・メディアは、CHUMリミテッドの買収を通じて、主に小規模市場または大規模市場の代替地域でローカルニュース番組を制作するAニュースを買収した。2011年8月29日（及びその後のCTV 2）にAシステムのブランドが「CTV Two」に変更された際、同ニュース放送は「CTV News」のブランドに切り替わった。これは、『CTV Two News』が第2種のニュース放送を意味していると見なされる可能性があるためである。CTV 2加盟局で放送される『CTVニュース』は、以前はメインのCTVネットワークと同様に、これらのニュース放送中にメインCTVロゴをロゴバグとして使用していたが、現在、CTV直営局の場合、『CTV News Barrie』などの地域ブランドのタイトルを使用している。この制限は、開局以来、ローカルのCTV加盟局と共有されており（1998年以降、ニュース業務は完全に統合されている）、ケーブルのみのチャンネルであるCTV Twoアルバータ（CTV Two Alberta）は、ローカルのCTV加盟局のリソースを使用して、時事問題番組『アルバータ・プライムタイム（Alberta Primetime）』を制作している。
独立系系列は、NTV（2002年にCTVのエンターテインメント番組を廃止したにもかかわらず、CTVニュースにニューファンドランドの報道を提供し、全国ニュース放送を放送している）やCITL-TV（姉妹局であるグローバル系列（現在のCitytv系列）CKSA-TVと共有する番組『プライムタイムローカルニュース（Prime Time Local News）』を放送）などの独自のローカルニュース番組も放送している。
ベル・メディアは、CHUMリミテッドの買収により買収され、以前はCITY-TVと提携していた、グレータートロントエリアとサザン・オンタリオの大部分に焦点を当てた地域ニュースチャンネル「CP24」も運営している。同チャンネルは、同地域に焦点を当てたニュース番組を放送しており、現在、CFTOの18:00と23:30のニュースの同時放送を放送している。

## ニュース支局
CTVニュースにはカナダ全土と世界中に支局があるが、多くはコスト削減のために閉鎖され（最近ではモスクワとカンパラにある）、既存の支局から現場に送られたリポーターに置き換えられた。
現在の支局のリスト:

### カナダ国内
- ハリファックス
  - 支局長:クリーソン・エイジクーテイ
- モントリオール
  - 支局長:ジュネーブ・ボーシュマン
  - リポーター:ヴァネッサ・リー
- オタワ
  - 支局長:ジョイス・ネイピア（英語版）[5]
  - 上級政治担当記者:グレン・マクレガー
  - 『パワー・プレイ（英語版）』ホスト:エヴァン・ソロモン（英語版）（M-Th）、ジョイス・ネイピア（英語版）（Fr）[6]
  - 記者:アニー・バージェロン＝オリバー、ケビン・ギャラガー、クリスティー・ナテナグリア
- トロント
  - リポーター:オマール・サシェディナ（英語版）、ジョン・ヴェナヴァリー・ラオ、ヘザー・ライト、ヘザー・バッツ
- ウィニペグ
  - 支局長:ジル・マクション
- エドモントン
  - 支局長:ビル・フォルティエ
- バンクーバー
  - 支局長:メラニー・ナジー

### 海外
- ワシントン - アメリカ合衆国
  - 支局長:ジョイ・マルボン（英語版）
  - 特派員:リチャード・マダン
- ロサンゼルス - アメリカ合衆国
  - 支局長:トム・ウォルターズ
- ロンドン - ヨーロッパ・アフリカ
  - 支局長:ポール・ワークマン（英語版）
  - リポーター:ダニエレ・ハマムジアン

## マイ・ニュース（My News）
2008年、CTVニュースのウェブサイトでは、市民ジャーナリズム機能である「マイ・ニュース（My News）」が導入された。これにより、市民は現在の出来事に関連する画像や動画をアップロードできる。視聴者は、任意の放送局または番組のメディアをアップロードすることもできる。

## CTVニュースの『NewsDay』と『NewsNight』
『NewsDay』と『NewsNight』は、カナダで独占的にQuibiで毎週放送された。ヘザー・バッツとレシュミ・ネアがホストを務めた。Quibiは2020年12月1日に閉局された。